# Via Salviati
Via Salviati è una strada di Firenze che collega via Faentina, presso di Pian del Mugnone a via Bolognese nell'area collinare settentrionale di Firenze.

## Descrizione
Lunga circa 700 metri, dall'imbocco di via Faentina si presenta in ripida salita con pendenza media del 12% e pendenza massima del 19,4% nel tratto finale.
Lungo la strada si trova uno degli ingressi (con cancello in ferro battuto) di Villa Salviati, già sede dell'Istituto Universitario Europeo che attualmente custodisce gli Archivi Storici dell'Unione Europea.
La strada dal 2013 è divenuta nota anche nel mondo del ciclismo per essere stata inserita nel circuito di tutte le gare in linea dei campionati del mondo di ciclismo su strada, nel cui tracciato è risultata uno dei tratti di maggiore difficoltà.